# Monte Bosnek

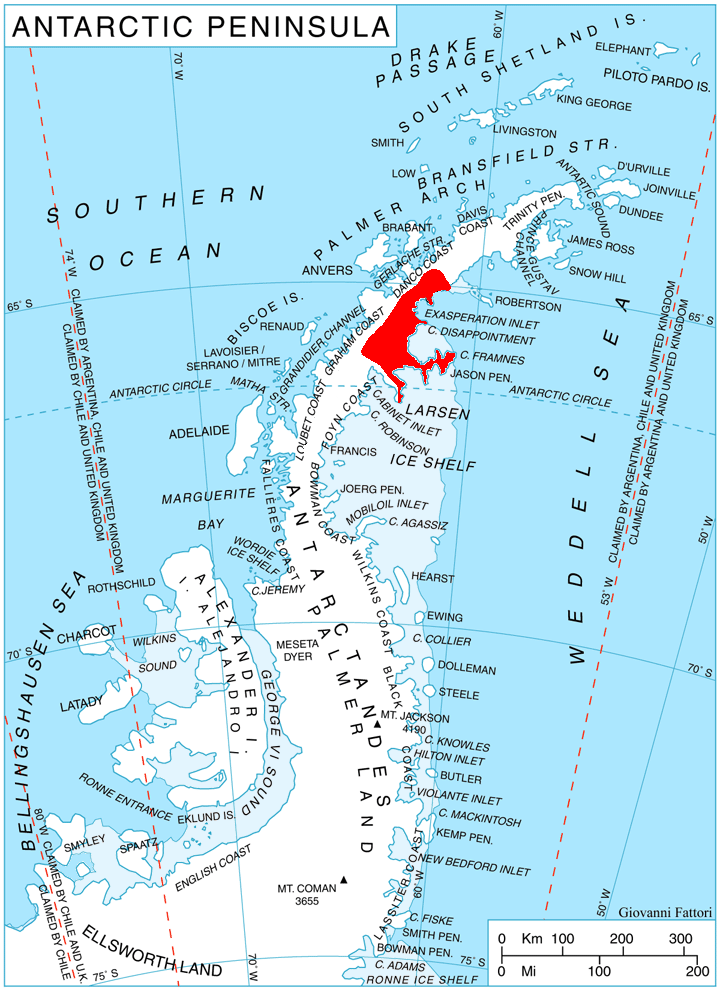
Posizione della costa di Oscar II nella penisola antartica.

Monte Bosnek (in bulgaro връх Боснек?, vrah Bosnek) è un picco coperto di ghiaccio che sale a 1 550 metri nella parte occidentale delle Alture di Voden, nella costa di Oscar II, nella Terra di Graham. Si trova tra due affluenti che scorrono verso sud-est verso il Ghiacciaio Fleece. Il luogo prende il nome dall'insediamento di Bosnek nella Bulgaria occidentale. 

## Posizione
il monte Bosnek si trova a 65°50′39″S 63°13′17″W, 4,04 km a sud del monte Zadruga, 30,53 km a ovest di Peleg Peak, 9 km a nord di Moider Peak e 18,6 km a nord est di Kyulevcha Nunatak. 

## Mappe
- Territorio antartico britannico. Scala 1:200 000 mappa topografica. Serie DOS 610, foglio W 65 62. Directorate of Overseas Surveys, Tolworth, UK, 1976.
- Database digitale antartico (ADD). Scala 1:250 000 mappa topografica dell'Antartide. Comitato scientifico per la ricerca antartica (SCAR). Dal 1993, regolarmente migliorato e aggiornato.